# Ctenus spiculus
Ctenus spiculus este o specie de păianjeni din genul Ctenus, familia Ctenidae, descrisă de F. O. P.-cambridge, 1897.
Este endemică în Columbia. Conform Catalogue of Life specia Ctenus spiculus nu are subspecii cunoscute.